# Cisto periodontal lateral
O cisto periodontal lateral (CPL) é um cisto do desenvolvimento incomum, que representa entre 0,4 a 0,7% de todos os cistos da região oral e maxilofacial. Ele é um cisto odontogênico causado pela proliferação de restos odontogênicos como a lâmina dentária, o epitélio reduzido do esmalte, e os restos epiteliais de Malassez.

## Sinais e sintomas
O CPL é normalmente assintomático, mas pode causar expansão indolor da cortical óssea. Raramente pode perfurar a cortical óssea e se comunicar com a superfície gengival. Ele está associado a dentes vitais.

## Aspectos radiológicos e histológicos
Radiograficamente, o CPL é caracterizado por ser uma lesão radiolúcida unilocular bem delimitada, normalmente menor que 1 cm de diâmetro, localizada entre as raízes de um dente ou lateralmente às raízes, assumindo formato arredondado, ovoide ou em gota. O CPL é delimitado por um halo radiopaco. Em casos de lesões multiloculares, ele passa a ser chamado de cisto odontogênico botrioide.
Histologicamente, o CPL é caracterizado por ser um cisto verdadeiro (cavidade revestida por epitélio), cujo revestimento epitelial é fino (entre 1 a 5 mm de espessura) e não queratinizado, assemelhando-se ao epitélio reduzido do esmalte. O epitélio escamoso não queratinizado é organizado em até 5 camadas em forma de paliçada, e pode possuir áreas de maior espessura (placas) que contém células claras fusiformes ricas em glicogênio, e nessas áreas espessas, há hialinização do tecido conjuntivo subjacente. A inflamação não está presente, e a cápsula do cisto é composta de tecido conjuntivo fibroso.
O cisto odontogênico botrioide possui características um pouco diferentes, pelo aspecto multicístico dentro do osso, mas com características celulares idênticas ao CPL.

## Causas
O CPL possui origem nos restos da lâmina dentária (que também apresenta células claras ricas em glicogênio), ou no epitélio reduzido do esmalte (cujo epitélio cístico se assemelha, e que também apresenta PCNA na imuno-histoquímica), ou nos restos epiteliais de Malassez (que estão próximos da sua localização típica).
Sua patogênese está relacionada ao cisto gengival do adulto (considerado por muitos autores sua variante extraóssea/periférica) e ao cisto odontogênico glandular.

## Epidemiologia
O CPL afeta mais homens do que mulheres (2:1) e principalmente pacientes entre a quinta e sétima década de vida, sendo raro em pacientes com menos de 30 anos. Acomete principalmente a mandíbula, em região de pré-molares e caninos. Ele representa entre 0,6 a 2% de todos os cistos odontogênicos, sendo incomum.

## Diagnóstico
O diagnóstico do CPL associa as características clínicas, radiológicas e histopatológicas da lesão. Apesar de radiograficamente possuir um aspecto bem particular, em alguns casos, especialmente quando se apresenta de forma multilocular como um cisto odontogênico botrioide, ele pode se assemelhar a outras lesões. A localização incomum do CPL em casos raros também pode confundir o diagnóstico.
Diagnóstico diferencial inclui:
- Cisto radicular;
- Queratocisto odontogênico;
- Cisto dentígero;
- Lesão central de células gigantes;
- Ameloblastoma;
- Tumor odontogênico escamoso;
- Defeitos periodontais.

## Prognóstico e tratamento
O CPL possui excelente prognóstico. Seu tratamento consiste na enucleação da lesão, e normalmente pode ser feito sem prejuízo ao dente associado. A recidiva não é comum, mas já foi relatada na literatura para a variante botrioide.